# TV-året 1975

## Händelser

### Maj
- 12 maj - Den första vädersändningen från Norrköping, Sverige i Sveriges Radio-TV genomförs på direktlänk till Aktuellt och Rapport.[1] Meteorolog John Pohlman berättar väderprognosen från SMHI i Rapport.

## TV-program

### ITV
- 21 december - TV-serien Herrskap och tjänstefolk slutar sändas. Sista avsnittet heter "Whither Shall I Wander?".[2]

### Sveriges Radio-TV
- 10 januari - Säsongsstart för Nygammalt med Bosse Larsson, Bröderna Lindqvist och gästartister.
- 13 januari - En ny omgång av Sveriges magasin.
- 15 januari - Premiär för Gyllene år, en dramaserie av Bengt Bratt i regi av Lennart Hjulström. I rollerna bland andra Sven Wollter, Kerstin Tidelius och Stig Torstensson.
- 16 januari - En ny omgång av Tekniskt magasin med Erik Bergsten.
- 18 januari - Träna med TV, gymnastikprogram med Folke Mossfeldt, Bengt Bedrup med flera.
- 22 januari – Start för den tredje säsongen med tretton avsnitt av den brittiska dramaserien Herrskap och tjänstefolk.
- 1 februari - Premiär för underhållningsserien Tre kast, en nordvisionslek med Lasse Holmqvist och gästartister.
- 3 februari - Paromelodier, kabaret från Fattighuset med Agneta Lindén, Ted Åström, Agneta Prytz, Örjan Ramberg med flera.
- 9 februari - Premiär för Bartje, holländsk familjeserie i sju avsnitt.
- 11 februari - Premiär för underhållningsserien Uppdraget med Karin Falck och Runo Edström.
- 12 februari - Studio K, K för konfrontation, klagomur, kontakt och kritik. Programledare: Fritiof Haglund.
- 14 februari - Säsongspremiär för I morron e' de' lörda', underhållningsserie med Östen Warnerbring och gästartister.
- 4 mars - Premiär för sex nya avsnitt av buskisunderhållningen Jubel i busken med Sten-Åke Cederhök, Sonya Hedenbratt, Rulle Lövgren med flera.
- 7 mars - Nypremiär för Vi i femman, frågetävling för femteklassare med programledaren Berndt Friberg.
- 8 mars - Andra omgången av Dans på logen med Thore Skogman, Egon Larsson, Annalisa Ericson och gästartister.
- 20 mars - Premiär för Tjocka släkten, dramaserie i sju delar av Lars Molin. I rollerna bland andra Arne Källerud, Agneta Prytz och Hans Wigren.
- 29 mars - Två flickor och en cirkus, påskshow med Anita Lindblom, Sickan Carlsson och Sven-Olof Walldoffs orkester.
- 30 mars - Sylvia Vrethammar Show, med Sylvia Vrethammar och Göran Fristorp.
- 5 april - Premiär för Nöjeshallen, underhållningsserie med Carl-Gustaf Lindstedt som programvärd.
- 9 april - Det våras på Korsnäsgården, naturprogram med Nils Linnman.
- 8 maj - Seriestart för Robert och Jessica, komediserie i fyra delar med Hans Klinga, Lisbeth Zachrisson, Lil Terselius med flera.
- 19 maj - Karl XII, August Strindbergs drama i regi av Keve Hjelm med bland andra Jarl Kulle, Anita Björk och Ulla Sjöblom.
- 21 maj - Visor kring Östersjön, ett musikprogram med Olle Adolphson.
- 24 maj - Premiär för frågetävlingen På lek och blommigt allvar med Pekka Langer och Carl-Uno Sjöblom.
- 30 maj - Premiär för Gäst hos Hagge med Hagge Geigert. Georg Rydeberg är premiärgäst.
- 1 juni - Sverige rätt upp och ner, underhållningsserie med Lennart Swahn och Karin Falck.
- 12 juni - Svensk premiär tv-serie M*A*S*H, SVT kanal 2 kl 21:00.
- 20 juni - Midsommarafton i Karlskrona, Bosse Larsson underhåller tillsammans med bland andra Ewa Roos, Ing-Britt Stiber och Eric Öst.
- 29 juni - Ny omgång av Engmans gäster, pratshow med Gary Engman.
- 30 juni - Seriestart för Strandhugg, familjemagasin om bland annat båtsport, fiske och simning.
- 12 juli - Premiär för lördagsnöjet Lördagskväll på Skansen med Håkan Sterner, Glennmarks orkester och gästartister.
- 13 juli - Tennis med Janne, en serie om tennis med Jan-Erik Lundqvist och Lasse Åberg.
- 20 juli - Hur går det för Paul Paljett? Ett program om musikhandelsmannen Bert Karlsson i Skara.
- 21 juli - Blå baskrarna, ett reportage om FN:s fredsbevakande styrkor.
- 21 juli – Seriestart för den brittiska serien Familjen Brontë.
- 24 juli - När Jins Månsson skulle fria, buskisföreställning från Pildammsteatern i Malmö med bland andra Ingvar Andersson och Christel Normann.
- 30 juli - Framtidsmannen, en tv-pjäs av Pi Lind. I rollerna: Måns Westfeldt, Micha Gabay, Toivo Pawlo med flera.
- 16 augusti - Premiär för Slottstappning, underhållning och historia från skånska slott och herresäten med Lasse Holmqvist och gästartister.
- 21 augusti - Far ligger på taket och gråter, buskisföreställning från Pildammsteatern i Malmö med bland andra Ingvar Andersson, Åke Jörnfalk och Toni Rhodin.
- 26 augusti - Känner du Carl Persson? Porträtt av rikspolischefen Carl Persson.
- 29 augusti - 4 x Abba, en kvart med Agnetha, Benny, Björn och Anni-Frid.
- 1 september - Ny omgång av Sveriges magasin med Gunnar Arvidsson och dockorna Drutten och Gena.
- 1 september - TV-pjäsen Frihet i Bremen med Kim Anderzon, Tor Isedal, Tomas Bolme, Jan Nygren med flera.
- 1 september - Premiär för Vilse i pannkakan med Staffan Westerberg
- 5 september - Lösnäsan, ett humorprogram med bland andra Lasse Åberg och Ardy Strüwer.
- 6 september - Premiär för amerikanska deckarserien Kojak
- 6 september - Premiär för dockserien Loranga Masarin av Barbro Lindgren med röster från Gösta Bredefeldt, Pierre Lindstedt, Toivo Pawlo
- 8 september - TV-pjäsen Klassträffen av Carin Mannheimer med Barbro Oborg, Inger Hayman, Birgitta Palme, Maria Hörnelius med flera.
- 12 september - Svenska Ords Saga, återblickar och lite nytt med Hans Alfredson, Tage Danielsson med flera. Del 1 av 10.
- 14 september - Seriestart för Mamma, pappa, barn, ett debatt och informationsprogram för föräldrar.
- 25 september - En ny omgång av Gomidda', matlagningsprogram med Hatte Furuhagen.
- 26 september - Här e jag, show med Lill Lindfors och Svante Thuresson i regi av Brasse Brännström.
- 3 oktober - Premiär för 12 nya avsnitt av Nygammalt med Bosse Larsson, Bröderna Lindqvist och gästartister.
- 3 oktober – Premiär för den amerikanska kriminalserien Baretta som fredagsdeckare på TV2.
- 8 oktober - Säsongspremiär för Studio K med Fritiof Haglund.
- 11 oktober - Start för Karusellen, familjeunderhållning med Lennart Hyland och gäster. Kapellmästare: Charlie Norman.
- 18 oktober – Seriestart för den amerikanska komediserien Rhoda med Valerie Harper i titelrollen.
- 23 oktober - Femte omgången av den brittiska dramaserien Arvingarna.
- 6 november - Säsongspremiär för Två och en flygel med Berndt Egerbladh. Kvällens gäst: Rolv Wesenlund.
- 10 november - Kroppen, barnprogram med Jan Bergquist. Grundkunskaper om människokroppen.
- 9 november - Premiär för Pojken med guldbyxorna, äventyrsserie i sex delar med Harald Hamrell, Anders Nyström, Gerd Hagman med flera.
- 17 november - Karin Kavli, ett porträtt av skådespelerskan Karin Kavli.
- 22 november - Premiär för TV-serien Emil i Lönneberga av Astrid Lindgren med bland andra Jan Ohlsson, Allan Edwall, Emy Storm och Björn Gustafson.
- 1 december - Årets julkalender är Långtradarchaufförens berättelser.[3]
- 1 december - Nisse och Greta, en TV-serie i tre avsnitt av Allan Edwall med bland andra Björn Gustafson, Monica Zetterlund och Tor Isedal.
- 9 december - Huset som hörs, fest i Musikbryggeriet med Tommy Körberg, Lill Lindfors, Anders Linder, Jeja Sundström, Stefan Demert med flera.
- 23 december - Julbilaga från Sundsvall, magasin dan före dan med bland andra Kjell Lönnå, Ann-Kristin Hedmark och Berndt Egerbladh.
- 24 december - Premiär för Hej jul! Jullovsmorgon med Eva Rydberg och Lasse Kühler.
- 25 december - Premiär Kalles klätterträd, tecknad serie i 12 avsnitt.
- 29 december - Cirkus Scott, stor barn och familjeföreställning med François Bronett och hans cirkusartister.

## Födda
- 26 mars – Filip Hammar, svensk TV-programledare.
- 27 maj – Jamie Oliver, brittisk TV-kock.

## Avlidna
- 19 juni – Olle Andersson, 37, svensk skådespelare.

### Fotnoter
1. ↑  John Pohlmans blogg 21 november 2010 - TV-väder historik del 9 Arkiverad 15 december 2010 hämtat från the Wayback Machine.
2. ↑  ”Season 5”. 21 december 1975. Arkiverad från originalet den 13 september 2015. https://web.archive.org/web/20150913134454/http://akas.imdb.com/title/tt0066722/episodes?season=5. Läst 5 juni 2012.
3. ↑  ”Jultradition”. Arkiverad från originalet den 25 april 2012. https://web.archive.org/web/20120425112719/http://www.jultradition.se/tv.htm. Läst 26 mars 2011.